# Резолюция Совета Безопасности ООН 19
Резолюция Совета Безопасности ООН 19 — резолюция, принятая 27 февраля 1947 года, которая создала подкомитет с трёх членов СБ для рассмотра всех фактов, имеющихся в споре между Великобританией и Албанией на пролив Корфу и сделать доклад Совету Безопасности не позднее 10 марта 1947 года.
Резолюция была принята 8 голосами. Польша, СССР и Сирия воздержались.

## См.также
- Резолюции Совета Безопасности ООН 1—100 (1946 — 1953)
- Резолюция Совета Безопасности ООН 22